# 香取慎吾
香取 慎吾（かとり しんご、1977年〈昭和52年〉1月31日 - ）は、日本の歌手、俳優、タレント。男性アイドルグループSMAPの元メンバー。愛称は、慎吾ちゃん。
神奈川県横浜市出身。CULEN所属。

## 略歴

### SMAP時代
1987年11月、ジャニーズ事務所に入所した。SMAPの前身のジャニーズJr.内グループ「スケートボーイズ」のメンバーとなり、光GENJIのバックを務めた。
1988年4月、「SMAP」を結成した。香取は当時11歳で、メンバーの中では最年少だった。
1994年1月、テレビ東京系アニメ『赤ずきんチャチャ』のリーヤ役で声優に挑戦した。1年半ほどレギュラー出演した。
1995年、フジテレビ系ドラマ『沙粧妙子-最後の事件-』では狂気を秘めた殺人犯、TBS系ドラマ『未成年』では知的障害を持つ少年・デクを演じ第7回ザテレビジョンドラマアカデミー賞・助演男優賞を受賞するなど10代の頃からテレビドラマで存在感を発揮し注目を集める。
1996年4月、『透明人間』で連続ドラマ初主演を果たした。同年10月にはドラマ『ドク』で第11回ザテレビジョンドラマアカデミー賞・主演男優賞を受賞した。
1997年、『香港大夜総会 タッチ&マギー』で映画初主演を果たした。同年4月、『香取慎吾の天声慎吾』が冠番組として放送開始し、2008年9月28日まで11年間に渡って放送された。10月にはサザンオールスターズの原由子と初のデュエットでシングル『みんないい子』をリリースした。
2000年、慎吾ママ名義の「慎吾ママのおはロック」がミリオンヒットとなり、慎吾ママの「おっはー」が新語・流行語大賞を受賞した。
2001年10月、情報・教養バラエティ番組『SmaSTATION!!』が放送開始し、ジャニーズ事務所退所と同時に番組が終了するまでの16年間司会を務める。
2003年には15kgのダイエットに成功し、ダイエット記を綴った本『DIET SHINGO』（マガジンハウス）がその年のベストセラーとなった。
2004年、『新選組!』で主演・近藤勇を演じ、大河ドラマ初主演を果たした。『新選組!』の初回視聴率は26%、年間の平均視聴率は17%だった。
2005年から2016年まで、テレビ朝日のサッカー日本代表応援団長に任命される。同年8月、日本テレビ系列『24時間テレビ 「愛は地球を救う」』では、草彅剛ともにメインパーソナリティーを務め、歴代1位の平均視聴率を記録し、自身プロデュースのチャリティTシャツが、歴代1位の売り上げを記録した。
2006年、ドラマ『西遊記』で主人公・孫悟空を演じ、全話20%越えの視聴率（関東地区・ビデオリサーチ社調べ）を記録した。
2007年7月14日公開の主演映画『西遊記』が興行収入43.7億円を記録した。同年7月28日、『FNS27時間テレビ みんな“なまか”だっ!ウッキー!ハッピー!西遊記!』で総合司会を担当した。
2009年秋、ニューヨークのオフ・ブロードウェイでミュージカル『TALK LIKE SINGING』（脚本：三谷幸喜）に出演した。日本のオリジナルミュージカルが初演をニューヨークで行うのは日本の演劇界では初のことだった。翌年2010年には日本公演も行われた。
2014年、小池修一郎演出のもと『オーシャンズ11』をミュージカル化し、主人公ダニー・オーシャンを演じた。
2015年、草彅との二人芝居を三谷幸喜演出の舞台『Burst!』で実施。
2016年12月31日をもって、SMAPが解散し、ソロタレントとなる。
2017年9月9日、稲垣吾郎、草彅剛とともにジャニーズ事務所を退所した。稲垣とはジャニーズ事務所の入所日も退所日も一緒である。
解散発表から独立当日までは露出が明らかに減少し、当時レギュラー出演していたテレビ番組に出演するのみとなっていた。

### 独立後
同年9月22日、稲垣、草彅と共同で公式ファンサイトを開設し、10月16日本格始動とした。同時に新事務所「CULEN（カレン）」（代表はSMAP元マネージャーの飯島三智）所属となることも発表した。また、AbemaTVの企画でインスタグラマーとして活動することも発表され、同年9月24日にはInstagramとTwitterのアカウントが開設された。Instagramのアカウントは同年11月2日から運用され、運用開始から3日でフォロワー数が843,000人を突破し、国内ユーザーのフォロワー数ランキング100位以内にランクインしている。
独立後はアーティストとしての活動も幅広く行い、2018年3月、「香港アートマンス」のプロジェクトに参加し、香港島にある世界一長いエスカレーター中環至半山自動扶梯の壁画を制作。
4月30日、草彅と新たに“SingTuyo”（しんつよ）名義のユニットを結成し、『KISS is my life.』が各音楽配信サイトよりリリースを開始した。
8月、SMAP時代からタッグを組んできたスタイリストの祐真朋樹とともにさまざまなブランドとコラボを繰り広げるポップアップショップ『JANTJE_OTEMBAAR』（ヤンチェ・オンテンバール）を開店させた。
9月には、日仏友好160周年を記念してパリで開かれた芸術祭「ジャポニスム2018」の公式企画の一環として初の個展『NAKAMA des ARTS』を開催した。
2019年1月1日より公式ブログを開設した。翌月にAmebaの1月度Best Rookie Awardが贈られた。
2020年1月1日、初のソロアルバム『20200101』をワーナーミュージック・ジャパンよりリリース。1月13日付のオリコン週間アルバムランキングで週間売り上げ2万8千枚を記録し、1位を獲得。同年4月29日には初のソロコンサート『20200429 PARTY!』をさいたまスーパーアリーナで開催を予定していたが、新型コロナウイルス感染拡大の影響で中止となった。
2021年1月25日開始のドラマ『アノニマス〜警視庁“指殺人”対策室〜』に主演し、SMAP解散・独立後初、5年ぶりの地上波連続ドラマへの出演となった。
2024年12月4日、オリコン週間デジタルアルバムランキングにて『Circus Funk』が、「オリコン週間デジタルランキング」において自身初の1位を獲得。

## 人物
横浜市立獅子ケ谷小学校、横浜市立上の宮中学校卒業。日本放送協会学園高等学校（現在のNHK学園高等学校）中退。

### 仕事
自身の活動については、ソロタレントになってからも変わらずに歌ったり芝居をしながら絵を描いてエンターテインメントを続けていくとしている。
映画やドラマ、舞台などで何度も香取とタッグを組んできた三谷幸喜は俳優としての香取を「すごく嘘のないお芝居をされる方」と評し、きちんと成立させてしまう力も持っているから他のクリエイターも香取にいろいろなことをやらせてみたくなると語る。
映画で2度タッグを組んだ映画監督の阪本順治は香取について「テレビでは太陽のような存在ですけど、その一方で月のような存在でもある。」とし、『人類資金』では普段の香取にある弱者への視点や月のような部分を見込んで、謎の多い男・M役に起用した。
先述の通り、『赤ずきんチャチャ』で声優に挑戦したが、共演者には日髙のり子、三ツ矢雄二、松野太紀、冨永みーななどの著名声優が多数参加しており、香取自身は当時の自分の年齢から塾に行くような感覚だったとしながらも、その後の仕事でアフレコをする機会があった際にスタッフから「何か上手いですね！」と言われるようになり、この時の経験が後年の仕事に大きな影響を与えたと語っている。
2007年公開の映画『スキヤキ・ウエスタン・ジャンゴ』では映画の冒頭で映画監督でもあるクエンティン・タランティーノと共演している。シーンの内容は元々、香取がタランティーノを撃ち殺すという内容だったが撮影直前にタランティーノの要望により、配役を逆転され香取がタランティーノに負けるという内容に変更された。
仕事関係者にも電話番号を教えないことで知られ、その姿勢を一貫しているが、その分収録前の打ち合わせや収録後の反省会や打ち上げで密な時間を過ごすことを心掛けている。仕事で世話になった人には直接会ったり、手紙を書くようにしている。2002年に『人にやさしく』で共演した当時子役だった須賀健太も、香取とは大人になってからも手紙での交流が続いてることを明かしている。

### 創作活動

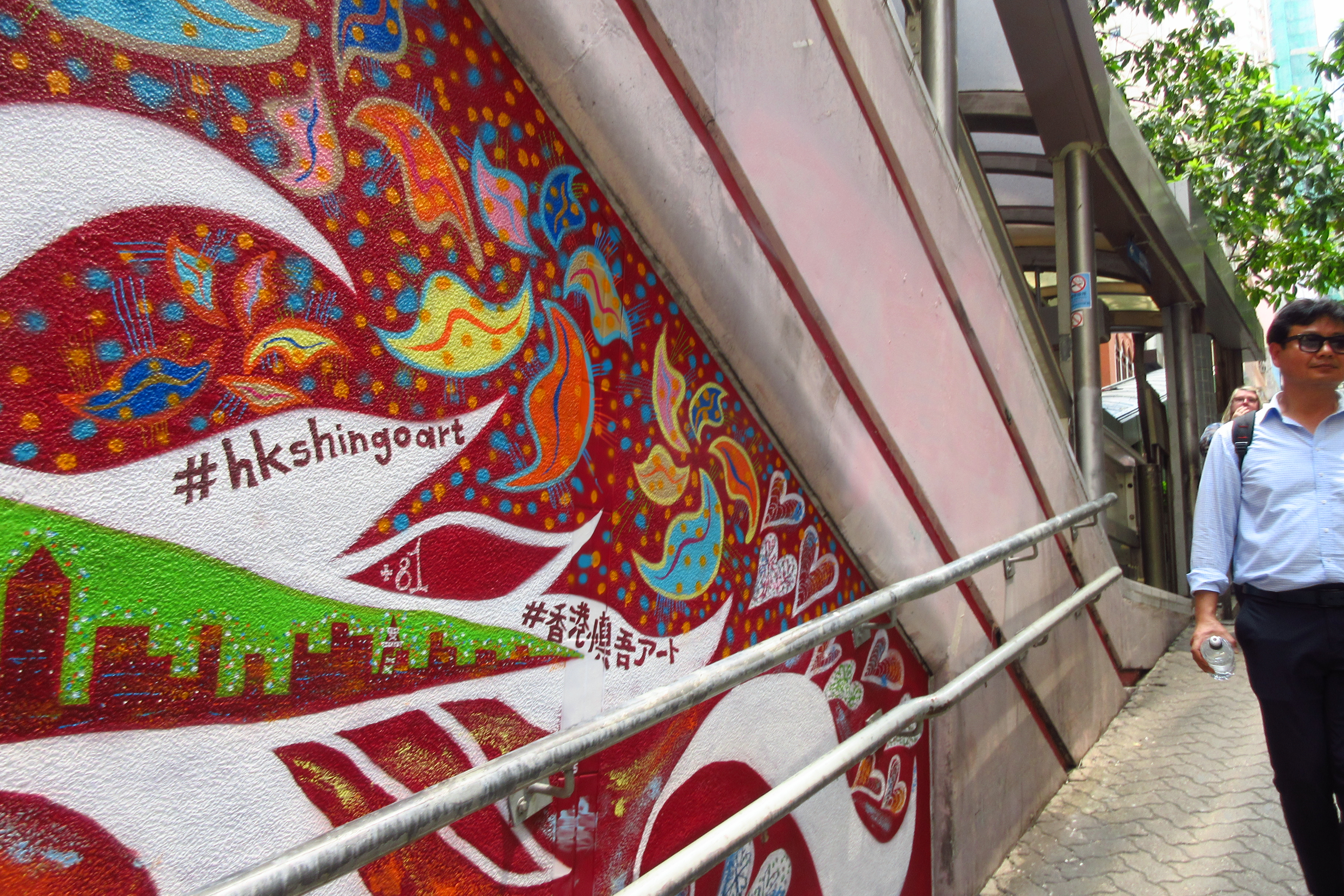
香取慎吾が描いた壁画（2018年）

絵は子どもの頃からずっと好きで、2001年10月8日に『徹子の部屋』にゲスト出演した際に、美術商だった父の影響で自分も絵が好きになりいつのまにか描くようになったと明かしている。好きな画家は岡本太郎とジャン＝ミシェル・バスキア。
2011年にはシルク・ドゥ・ソレイユ『ダイハツ クーザ』の東京公演の開幕を記念して、自身が描いた巨大アート作品を披露。2013年、草彅剛主演ドラマ『独身貴族』の劇中で、草彅の役・星野守が経営する映画会社のオフィス内に香取作の絵画が7点飾られた。香取の作品がドラマで使用されるのは初めてのことだった。
SMAP解散時、引退して画家に転身するとマスコミに報じられたが、香取本人は「画家なんて恐れ多くて名乗れないよ。好きだから、絵が描けたらいいだけ」と否定。2018年2月、東京スポーツ主催の第18回ビートたけしのエンターテインメント賞の授賞式にに出席した際に、「東スポさんには何度も一面を飾らせていただいて、早い段階で引退と書かれまして、あのときに引退していたらこの舞台に立てなかったので引退しなくてよかったな」と挨拶し会場の笑いを誘った。また報道が過熱していた当時の心境を絵に残し『Lie ARIGATO（ウソ、アリガトウ）』という作品を個展で発表している。
2018年9月19日から10月3日まで、パリのルーブル美術館・シャルル5世ホールにて日仏友好160周年を記念した「ジャポニスム2018」の公式企画の一環として、「NAKAMA des ARTS」と題した個展を開催し、100点近くにも上る作品を展示し、好評を博した。
2019年3月15日から6月16日まで、IHIステージアラウンド東京にて、画家として日本国内初個展「BOUM! BOUM! BOUM!（ブン ブン ブン） 香取慎吾NIPPON初個展」を開催した。「NAKAMA des ARTS」で展示された作品のほか、この個展のための新作が展示された。5月22日からは株式会社MAGICと株式会社ワンオブゼムが開発したARアプリ「pictPOP」を使用した「ブンブンAR」も行われた。
2021年9月5日パラスポーツ支援の全額寄付チャリティ企画「香取慎吾NFTアートチャリティプロジェクト」が、レギュラー番組である「7.2 新しい別の窓」にて発表された。9月7日にはLINE LIVEにて自身初の生トークライブ配信を行い、本チャリティ企画への取り組みについて語った。そのライブ配信中にチャリティプロジェクトの参加者が1万人に到達した。本プロジェクトは6日午後6時にスタートし、3900円を寄付した限定1万人にNFTアートを付与する内容。NFTアートによるプロジェクトが約1日で大台に達するのは極めて異例という。NFTアートは香取が2015年の「日本財団パラリンピックサポートセンター」(パラサポ)の開設を記念して同所に作成した巨大壁画（縦2.6メートル×横6.1メートル）のアートを使用。ブロックチェーン技術を活用して唯一無二で代替不可能なNFTアートを作成し、作品には参加順番に応じたシリアルナンバーが入る。寄付金はパラサポに全額寄付され、国内のパラリンピック競技団体や国際パラリンピック委員会によるパラスポーツの普及やダイバーシティ＆インクルージョンの推進などに活用される。

### 親交関係
草彅剛とはSMAP結成時から特に仲が良く、「気がついたらいつも二人きり。仕事に関係なくずっと一緒だった」と述べているほどで、二人でプライベートの多くの時間を共有してきている。2011年に香取は親友と呼べる対象として草彅の名前のみを挙げており「お互いにそれしかいないっていう感じですからね」と述べた。また、家族にたとえるなら、自身と草彅を「夫婦みたいな感じ」と言い表している。
ともに活動してきたメンバー以外で芸能界で連絡先を知っているのは、2004年に主演したNHK大河ドラマ『新選組！』で副長・土方歳三を演じた山本耕史と、『香取慎吾の特上!天声慎吾』で11年に渡り共演したキャイ〜ンくらいで、山本とは撮影当初から頑なに心を開かず連絡先を教えなかった香取に対して山本が楽屋に潜入したりするなど何度もアプローチして、半ば強引に香取の連絡先を入手し、それ以来親交がある。
2015年8月22日に山本が女優（当時）・堀北真希との結婚を発表した際には、同日放送の『SmaSTATION！』の冒頭で「堀北さん、俺の山本耕史……俺の山本耕史を、よろしくお願いします！ご結婚おめでとうございます！」と祝福。2016年に山本の第一子が誕生した際には山本・堀北に先駆けて香取の口から発表され祝福の言葉が送られた。
また、山本と共演した『新選組!』の他の共演者たちとも、年末になると必ず集まって忘年会を開き毎年交流を続けている。
キャイ〜ンとは、天声慎吾の最終回の打ち上げの席で連絡先を交換。天野ひろゆきが2014年に元アナウンサー・荒井千里と結婚した際、香取は天野に頼まれ婚姻届の保証人になっている（もう一人の保証人は相方のウド鈴木）。
2017年9月8日長年互いを親友と公言するウド鈴木が香取のジャニーズ事務所退所の日に短歌を公開すると、香取ファンから感謝の言葉が相次ぎ、改めて香取ファンに対しても感謝を述べた。
『いちばん大切なひと』、『人類資金』、『オーシャンズ11』など、相手役で共演することが多い同い年の観月ありさとは小学生の頃から一緒に仕事をしている旧知の仲で、互いに幼馴染のような関係だと語る。

### 私生活
2021年12月28日、一般女性と結婚したことを所属事務所を通じた書面で発表した。

## 受賞・表彰歴
- 1995年
  - 第33回ギャラクシー賞 奨励賞（テレビ部門）（『沙粧妙子・最後の事件』）
  - 第7回ザテレビジョンドラマアカデミー賞 助演男優賞（『未成年』）[68]
- 1996年
  - 第11回ザテレビジョンドラマアカデミー賞 主演男優賞（『ドク』）[69]
- 2000年
  - 第17回新語・流行語大賞 大賞（「おっはー」〈慎吾ママとして受賞〉）
  - 第8回橋田寿賀子賞・橋田賞（香取慎吾と慎吾ママ）
  - 第26回ザテレビジョンドラマアカデミー賞 助演男優賞（『合い言葉は勇気』）[70]
- 2001年
  - 第29回ザテレビジョンドラマアカデミー賞 助演男優賞（『Love Story』）[71]
- 2002年
  - 第32回ザテレビジョンドラマアカデミー賞 主演男優賞（『人にやさしく』）[72]
- 2004年
  - 第43回ザテレビジョンドラマアカデミー賞 主演男優賞（『新選組!』）[73]
- 2017年
  - GQ MEN OF THE YEAR2017 インスピレーション賞[74]
- 2019年
  - 第59回ACC TOKYO CREATIVITY AWARDS 演技賞（『アンファー』）
- 2021年
  - 紺綬褒章[75]
  - ベストカラアゲニスト2021 タレント部門[76]
- 2022年
  - ベストカラアゲニスト2022 タレント部門[77]

## 出演

### テレビドラマ
- 時間ですよ 平成元年（1989年10月10日 - 12月26日、TBS）
  - 新春!時間ですよスペシャル「梅の湯の結婚式はギャグでいっぱい」（1990年1月2日、TBS）
- マドンナは春風に乗って（1990年1月3日、NHK総合、正月ドラマスペシャル）
- 腕におぼえあり（1992年、NHK総合、金曜時代劇） - 平沼麟之丞 役
  - 腕におぼえあり2〜帰ってきた用心棒（1992年、NHK総合、金曜時代劇）
- お願いデーモン!（1993年、フジテレビ系） - 高橋修平 役
- 怪談・にせ皿屋敷（1993年5月30日 - 6月1日、NHK BS2、BSヤングナイト・真夜中の王国） - 主演・青山播磨 役（藤谷美和子とW主演）
- For You（1995年、フジテレビ系） - 沢木宙 役
- 沙粧妙子-最後の事件- 第1 - 3話（1995年、フジテレビ系） - 谷口光二 役
- 未成年（1995年、TBS系） - 室岡仁（デク） 役
- 一日三回食後に服用〜よひんびん物語〜（1995年、NHK総合、土曜ドラマ）
- 透明人間（1996年、日本テレビ系） - 主演・長谷川半蔵 役
- 味いちもんめII（1996年、テレビ朝日系） - 神田俊夫 役 ※友情出演
- ドク（1996年、フジテレビ系） - 主演・ドク 役（安田成美とW主演）
- 僕が僕であるために（1997年1月3日、フジテレビ） - 小津悟 役（主演:SMAP）
- いちばん大切なひと（1997年、TBS系） - 主演・大沢紘平 役（観月ありさとW主演）
- 世にも奇妙な物語（フジテレビ系）
  - 1998年 春の特別編「サムライ化する男」（1998年4月8日） - 主演・坂本 役
  - SMAPの特別編「エキストラ」（2001年1月1日） - 主演・只野一郎 役
  - 2013年 秋の特別編「水を預かる」（2013年10月12日） - 主演・ユノモトナオヤ 役
- 恋はあせらず（1998年、フジテレビ系） - 長谷部涼 役
- 古畑任三郎vsSMAP（1999年、フジテレビ系） - 香取慎吾（本人） 役
- 蘇える金狼（1999年、日本テレビ系） - 主演・朝倉哲也 役
- SMAP×SMAP特別編（関西テレビ・フジテレビ）
  - 香取慎吾 2000年1月31日（1999年12月13日） - 主演・香取慎吾（本人） 役 ※フェイクドキュメンタリードラマ
  - Smap Short Films「MUSIC POWER GO! GO! -ダモン君の巻-」「GAME SHINGO」「治療」「ROLLING BOMBER SPECIAL」（2001年4月9日） - 主演
- 合い言葉は勇気（2000年、フジテレビ系） - 大山忠志 役
- 父さん（2000年、フジテレビ系、FNS27時間テレビ） ※特別出演
- 慎吾ママドラマスペシャル おっはーは世界を救う（2001年1月8日・8月31日、フジテレビ系）- 主演・慎吾ママ 役
- Love Story（2001年4月15日 - 6月24日、TBS系） - 鍋友恭二 役
- スタアの恋 第11話（2001年、フジテレビ系） - 幸田伊織 役 ※友情出演
- 人にやさしく（2002年、フジテレビ系） - 主演・前田前 役
- 青に恋して! 〜サッカー通と4人の美女の物語〜（2002年、フジテレビ系、日韓W杯開催記念）- 主演・今田秀人 役
- HR（エイチアール）（2002年 - 2003年、フジテレビ系） - 主演・轟慎吾 役
- 新選組!（2004年、NHK大河ドラマ） - 主演・近藤勇 役
- X'smap〜虎とライオンと五人の男〜（2004年12月25日、フジテレビ） - オットー 役（主演:SMAP）
- 西遊記（2006年、フジテレビ系） - 主演・孫悟空 役
- ガリレオ 第4話（2007年、フジテレビ系） - 田上昇一 役
- 薔薇のない花屋（2008年、フジテレビ系） - 主演・汐見英治 役
- 黒部の太陽（2009年、フジテレビ系） - 主演・倉松仁志 役
- MR.BRAIN 第8話（2009年、TBS系） - ハイジャックの男 役
- こちら葛飾区亀有公園前派出所（2009年、TBS系） - 主演・両津勘吉 役
- 幸せになろうよ（2011年、フジテレビ系） - 主演・高倉純平 役
- 美男ですね 第6話（2011年、TBS系） - 香取慎吾（本人） 役
- MONSTERS（2012年、TBS系） - 主演・平塚平八 役（山下智久とW主演）[78]
- 幽かな彼女（2013年、関西テレビ制作・フジテレビ系） - 主演・神山暁 役[79]
- SMOKING GUN〜決定的証拠〜（2014年、フジテレビ系） - 主演・流田縁 役[80]
- 一千兆円の身代金（2015年、フジテレビ系） - 主演・平岡ナオト 役[81]
- 家族ノカタチ（2016年、TBS系） - 主演・永里大介 役[82][83]
- ストレンジャー〜バケモノが事件を暴く〜（2016年、テレビ朝日系） - 主演・三杉晃 役[84]
- アノニマス〜警視庁“指殺人”対策室〜（2021年、テレビ東京系） - 主演・万丞渉 役[85]
- 倫敦ノ山本五十六（2021年12月30日、NHK総合） - 主演・山本五十六 役[86]
- 誰も知らない明石家さんま「笑いに魂を売った男たち」（2023年11月26日、日本テレビ） - ビートたけし 役[87]
- ほんとにあった怖い話 25周年スペシャル「視える!?」（2024年8月17日、フジテレビ） - 主演・磯村武 役[88]
- 24時間テレビ ドラマスペシャル『欽ちゃんのスミちゃん 〜萩本欽一を愛した女性〜』（2024年8月31日、日本テレビ） - 佐藤 役[89][90]
- 日本一の最低男 ※私の家族はニセモノだった（2025年1月9日 - 3月20日、フジテレビ） - 主演・大森一平 役[91][92]

### ウェブドラマ
- 誰かが、見ている（2020年9月18日、Amazonプライム・ビデオ） - 主演・舎人真一 役[93]

### 映画
- シュート!（1994年、松竹） - 平松和広 役（主演:SMAP）
- 香港大夜総会 タッチ&マギー（1997年、東宝） - 主演・柴田良一（マギー） 役
- ジュブナイル（2000年、東宝） - 神崎宗一郎 役
- みんなのいえ（2001年、東宝） - 地鎮祭の神主 役（カメオ出演）
- NIN×NIN 忍者ハットリくん THE MOVIE（2004年、東宝） - 主演・服部カンゾウ 役
- THE 有頂天ホテル（2006年、東宝） - 只野憲二 役
- 西遊記（2007年、東宝） - 主演・孫悟空 役
- スキヤキ・ウエスタン ジャンゴ（2007年、ソニー・ピクチャーズ） - リッチ 役（カメオ出演）
- ザ・マジックアワー（2008年、東宝） - 只野憲二 役（カメオ出演）
- 座頭市 THE LAST（2010年、東宝） - 主演・座頭市 役
- こちら葛飾区亀有公園前派出所 THE MOVIE 〜勝鬨橋を封鎖せよ!〜（2011年、松竹） - 主演・両津勘吉 役
- LOVE まさお君が行く!（2012年、松竹） - 主演・松本秀樹 役[94]
- 踊る大捜査線 THE FINAL 新たなる希望（2012年、東宝） - 久瀬智則 役
- 人類資金（2013年、松竹） - M 役
- ギャラクシー街道（2015年、東宝） - 主演・ノア 役
- クソ野郎と美しき世界「慎吾ちゃんと歌喰いの巻」「新しい詩」（2018年、キノフィルムズ） - 慎吾ちゃん 役
- 凪待ち（2019年6月28日公開、キノフィルムズ） - 主演・木野本郁男 役
- 犬も食わねどチャーリーは笑う（2022年9月23日公開、キノフィルムズ・木下グループ） - 主演・田村裕次郎 役[95]

### バラエティ番組

#### レギュラー
- 森田一義アワー 笑っていいとも!（1994年4月 - 2014年3月、フジテレビ）
  - 笑っていいとも!増刊号
- よ!大将みっけ（1994年10月 - 1995年3月、フジテレビ）
- 香取慎吾のアジアのMIKATA（1996年10月 - 1997年3月、日本テレビ）
- 香取慎吾の特上!天声慎吾（1997年4月 - 2008年9月・2025年5月25日、日本テレビ）
- 少年頭脳カトリシリーズ（フジテレビ）
  - サタスマ「少年頭脳カトリ」（1998年10月 - 1999年3月）
  - 少年頭脳カトリ1999（1999年4月 - 10月）
  - 征服少年カトリ2000（1999年10月 - 2000年3月）
- サタ☆スマ（1999年4月 - 2002年3月、フジテレビ）
- 平成日本のよふけ（1999年10月 - 2001年9月、フジテレビ）
- 新しい波8（2000年4月 - 2001年3月、フジテレビ）
- SmaSTATION!!（2001年10月13日 - 2017年9月23日、テレビ朝日） - 司会
- デリバリー・スマップ デリ!スマ（2002年4月 - 12月、フジテレビ）
- スマ夫（2003年1月 - 3月、フジテレビ）
- おじゃMAP!!（2012年1月25日 - 2018年3月28日、フジテレビ）
- ワルイコあつまれ（2022年4月 - 2025年3月、NHK Eテレ → NHK総合）

#### 特別番組・特別企画
- 笑っていいとも!特大号（1994年 - 2013年、フジテレビ）
- 新春かくし芸大会（1997年 - 1999年（毎年1月1日）、フジテレビ） - 紅組キャプテン
- FNS番組対抗!春秋の祭典スペシャル（1997年10月1日・1998年4月1日、フジテレビ） - 司会
  - FNS秋の祭典 歓迎!新番組御一行様〜お台場・中居旅館オータムフェア〜（1998年9月30日） - サブ司会
  - FNS春の祭典 ようこそ中居旅館へ!話題のドラマ＆新番組大宴会（1999年3月30日） - サブ司会
- 欽ちゃん&香取慎吾の全日本仮装大賞（2002年1月1日 - 2021年2月6日・2024年2月12日・2025年5月26日、日本テレビ） - 司会
- 鶴瓶＆慎吾の夢学校発表!!みんなの自由研究（2002年9月23日、フジテレビ）
- 黒柳徹子＆香取慎吾の世界ユートピア計画!（2002年10月3日、TBS）
- 24時間テレビ28 「愛は地球を救う」〜生きる〜（2005年8月27日 - 28日、日本テレビ） - 草彅剛とともにメインパーソナリティー
- 草彅剛と香取慎吾のデンマーク紀行!!笑いと絆の旅路（2007年4月22日、テレビ朝日）
- FNS27時間テレビ みんな“なまか”だっ!ウッキー!ハッピー!西遊記!（2007年7月28日 - 29日、フジテレビ） - 孫悟空 役（総合司会）
- 体操の時間。「悟空体操」（2007年7月 - 8月、フジテレビ）
- スポーツクライシス 〜香取慎吾×真実のアスリートたち〜（2010年12月12日、関西テレビ/フジテレビ） - ナビゲーター
- 両さん&いじくりばあさんの有名人怪しいお屋敷ガサ入れ捜査!（2012年1月13日、6月24日、TBS） - 両さん 役
- どれだけ食えスト3 夢のSMAP対決スペシャル!（2012年3月16日、日本テレビ） - 稲垣吾郎と対決
- 香取慎吾と鈴木福&夢 超危険人物すごろく（2012年4月6日、テレビ朝日）
- スカイツリーの魅力 すべて見せます 第1部（2012年5月12日、NHK総合・BSプレミアム） - 司会（スカイツリー担当）[96][97]
- ジャイアントキリング（2012年7月1日・12月30日・2013年12月30日、フジテレビ） - MC
- 笑わせます聴かせます まろまろ一笑懸命（2012年9月17日・2013年5月26日・2015年1月4日、テレビ朝日） - 綾小路しんまろ（司会）
- YOUコントしちゃいなよ〈祝!2014年フジテレビで初笑〉（2014年1月1日、フジテレビ）
- テレ朝SMAPバラエティ部 スマシプ（2014年3月9日・2015年9月22日、テレビ朝日）
- NHKのど自慢 70周年特別応援企画（NHK総合） - スペシャルMC
  - 茨城県神栖市（2015年4月12日）[98]
  - 栃木県那須塩原市（2015年7月19日）
  - 北海道中標津町（2015年8月2日）
  - 福島県広野町（2016年3月13日）[99]
- SMAPバラエティ つよしんごろうの境界線クイズ2016スペシャル!!!（2016年6月27日） - MC（稲垣・草彅と共に）
- NST新潟総合テレビ開局50周年特別記念番組『スポーツで開く新しい地図』（2018年9月28日、NST新潟総合テレビ）
- 略してブラリク（2018年12月1日・15日、RKB毎日放送）[100]
- 密着!4000時間 アーティスト香取慎吾2年間の軌跡 開幕SP!!!（2019年3月23日、TBS）
  - 開幕直前!香取慎吾個展「WHO AM I」〜ボクハダレ〜（2022年12月3日、TBS）
- ニッポンのレジェンド発掘SP さいしょの人はスゴかった!!（2021年2月14日・2022年2月27日、読売テレビ/日本テレビ） - MC[101][102]
- さだまさし☆香取慎吾 アートはうたう（2021年7月25日、テレビ信州）[103]
- NHKスペシャル TOKYO カラフルワールド 〜香取慎吾のパラリンピック教室〜（2021年8月21日、NHK総合）[104]
- ワルイコあつまれ（2021年9月13日・20日・2022年1月1日、NHK Eテレ）[105]
- 伝説のアナザーネーム〜その名に秘められた変革者たちの物語〜（2023年2月19日、読売テレビ/日本テレビ） - MC
- 行列のできる相談所「人にやさしく」SP（2024年2月11日、日本テレビ） - スペシャルMC
- 古代王国バラエティー なんだフル!?（2024年4月10日、NHK総合） - MC
- 星になったスターたち（2024年12月17日、フジテレビ） - 上沼恵美子と共にMC
- 偏愛ミュージックサロン（2025年6月24日、NHK総合） - MC

### インターネット動画配信
- AbemaのSNSバラエティ（AbemaTV → ABEMA） - 稲垣・草彅と共に司会。
  - 72時間ホンネテレビ（2017年11月2日 - 5日）
    - 27Hunホンノちょっとテレビ（2018年1月1日）
    - 72Hunもうちょっとテレビ 〜香取慎吾バースデー特番〜（2018年1月30日 - 31日）

  - 7.2 新しい別の窓（2018年4月1日 - 2023年6月） ※月1回7.2時間
    - ななにー 地下ABEMA（2023年11月 - ） ※72分
- HITOSHI MATSUMOTO presents ドキュメンタル シーズン11（2022年、Amazonプライム・ビデオ）

### ラジオ
- SMAP POWER SPLASH → SMAP POWER GROOVE → SMAP POWER SPLAS（1995年4月 - 2016年12月、bayfm） - パーソナリティ（草彅と共に）[106]
  - ShinTsuyo POWER SPLASH（2017年1月 - 、bayfm） - 同上 ※bayfm放送期間最長番組（2025年現在）[要出典]
- スクランブルSMAP（1995年4月 - 1997年9月、TBSラジオ） - パーソナリティ
  - 1993年10月 - 1995年3月までSMAP全員の番組。1995年4月 - 1996年5月は森且行と共にパーソナリティ

### 舞台
- 聖闘士星矢（1991年8月15日 - 9月1日、青山劇場） - アンドロメダ瞬 役（主演:SMAP）
- ドラゴンクエスト（1992年8月1日 - 25日、南座） - キングレオ 役（主演:SMAP）
- ANOTHER〜沈黙の島〜（1993年8月6日 - 15日、アートスフィア / 8月17日 - 24日、南座） - 翔 役（主演:SMAP）
- 怪談・にせ皿屋敷（1994年、パルコ劇場 / 1997年、青山劇場、作・横内謙介、演出：岡村俊一、R・U・Pプロデュース） - 主演・青山播磨 役（藤谷美和子とW主演）
- ジャニーズファンタジー 「KYO TO KYO」（1997年8月26日、京都シアター1200）[107]
- TALK LIKE SINGING（ニューヨーク（裏ブロードウエイ）、2009年11月13日 - 22日 / 東京赤坂ACTシアター、2010年1月23日 - 3月7日、演出・三谷幸喜）[108]
- オーシャンズ11（2014年6月 - 10月、東急シアターオーブ、梅田芸術劇場） - 主演・ダニー・オーシャン 役
- burst！〜危険なふたり（2015年4月28日 - 6月2日、パルコ劇場、作演出・三谷幸喜、パルコ・プロデュース） - 草彅剛との二人舞台（W主演）
  - burst!〜危険なふたり〜（2022年10月1日 - 26日、日本青年館ホール、企画制作・CULEN） - 同上
- 日本の歴史（2018年12月4日 - 2019年1月13日、世田谷パブリックシアター・梅田芸術劇場、制作・シス・カンパニー、作演出・三谷幸喜）[109]
  - 日本の歴史（2021年7月6日 ‐ 2021年7月30日、新国立劇場中劇場・梅田芸術劇場シアター・ドラマシティ） - 再演[110]
- テラヤマ・キャバレー（2024年2月9日 - 3月10日、日生劇場・梅田芸術劇場、演出・デヴィッド・ルヴォー） - 主演・寺山修司 役[111]

### テレビアニメ
- 赤ずきんチャチャ（1994年 - 1995年） - リーヤ 役
- SAMURAI SPIRITS 〜破天降魔の章〜（1994年9月21日） - 主演・覇王丸 役
- こちら葛飾区亀有公園前派出所（2000年10月1日） - 慎吾ママ 役
- ASTRO BOY 鉄腕アトム 第33話（2003年10月5日） - ペンキ塗りロボット 役（本放送のみ）
- ちびまる子ちゃん（2007年7月29日、FNS27時間テレビ2007） - しんご（本人）、けんご 役
- サザエさん（2014年7月27日、FNS27時間テレビ2014） - シンゴ（本人） 役

### OVA
- 赤ずきんチャチャ（1995年12月 - 1996年3月） - リーヤ 役

### 劇場アニメ
- friends もののけ島のナキ（2011年） - 主演・ナキ 役[112]

### 吹き替え
- シャーク・テイル（2005年） - オスカー 役
- ストリングス〜愛と絆の旅路〜（2007年） - ガラク 役

### CM
- 日本アイ・ビー・エム（1995年 - 2001年）[113]
  - Aptiva
  - ThinkPad
- サクラクレパスクーピーペンシル＆ボールサイン（1995年）
- 味の素
  - ピュアセレクトマヨネーズ（1996年 - 2011年）[114]
  - 味の素冷凍食品（2001年 - 2011年）
  - 健康サララ（2006年 - 2011年）
  - 味の素ギフト （2006年 - 2011年）
- サントリー
  - サントリー食品インターナショナル（サントリーフーズ）
    - カンフー（1996年）
    - BOSS （2000年）
    - サントリー天然水
      - 「スパークリングレモン」「Clearレモン」（2020年4月[115] - ）
      - 「きりっと果実 オレンジ＆マンゴー」（2022年5月[116] - ）
      - 「きりっとヨグ 朝摘みレモン&ヨーグルト味」（2025年）[117]

  - ザ・プレミアム・モルツ（2012年 - 2013年）
  - サントリーオールフリー（2018年2月[118] - 2020年2月） - 稲垣と共演。
  - サントリー 金麦 「ザ・ラガー」（2021年1月 - ）[119]
  - ジムビーム（2024年3月5日 - ）[120]
- ロッテ シュガーレスガム（1996年 - 1997年）
- カネボウ
  - NUDY 他（1996年 - 2004年）
  - my-B（2000年）
- ロート製薬 ドリスタン（1997年 - 2002年）
- 三菱自動車（1997年 - 1999年）[121]
  - RVR
  - ミニカ
  - トッポBJ
- キリンビール 一番搾り（2000年 - 2003年）
- 紀文食品 はんぺん（2000年）
- JACCSカード（2000年 - 2001年）
- オムロン KARADA SCAN（2004年 - 2006年）
- 家庭教師のトライ（2001年 - 2003年）
- 明治製菓
  - フラン（2002年 - 2003年）
  - 明治ミルクチョコレート（2003年 - 2009年）
  - ノワール（2005年）
- シャープ AQUOS（2003年 - 2009年） - 当初は一人での出演だったが、後に吉永小百合と共演
- ウォルト・ディズニー・スタジオ・ホーム・エンターテイメント 風の谷のナウシカDVD（2003年）
- キリンビバレッジ
  - 伊賀忍茶（2004年）
  - 激流（2005年）
- JAL日本航空 JAL悟空（2006年）
- オプティキャスト・マーケティング スカパー!光（2006年 - 2007年）
- アサヒビール
  - 本生ドラフト（発泡酒）（2007年 - 2008年）
  - ニッカハイボール（2015年 - 2016年）
- ECC ECCジュニア（2008年 - 2012年）
- ドール・フード・カンパニー（2008年4月 - 2011年）
- ダイハツ TANTO Exe（2009年 - 2010年）[122]
- みずほ銀行 ミニロト ロト6（2010年 - 2013年）
- 日本ケンタッキーフライドチキン ピザハット（2011年 - 2012年）
- 久光製薬 フェイタス（2012年 - 2017年3月[123]）
- リクルート タウンワーク（2013年 - 2014年）
- 明治
  - 北海道十勝贅沢スライスチーズ（2014年 - 2017年7月[124]）
  - 北海道十勝スマートチーズ（2014年 - 2017年）
- プライベートジムRIZAP（2015年4月[125] - 2016年）
- JAグループ宮城 みやぎ米 キャンペーン（2015年 - 2017年3月[123]）
- BASE BASE（2018年3月[126] - ）
  - 「BASE偏見派とBASE利用者の抗争」篇 (2021年5月29日 - )  - 角田晃広、山本舞香と共演[127]
  - 「キレながら褒めるシソンヌとベイスさん 激安プラン登場」篇（2022年6月1日 -） - シソンヌ、髙橋ひかると共演[128]
- BMW JAPAN BMW・X2シリーズ（2018年5月[129] - ）
- 数字選択式宝くじ ロト&ナンバーズ（2018年5月[130] - ） - 稲垣・草彅と共演。
- アンファー スカルプD メディカルミノキ5（2018年8月[131] - ） - 草彅と共演。
- ファミリーマート（2018年8月 - 2021年2月）
  - 炭火焼きとり（2018年8月[132] - ）
  - 「お母さん食堂」「お母さんの秘密篇」（2018年9月[133] - ）
  - 「パパの崩壊篇」（2018年11月[134] - ）
  - 「チキンベル奏者の崩壊篇」（2018年11月[134] - ）
- スクウェア・エニックス
  - 『星のドラゴンクエスト』（2019年1月[135] - 2019年6月） - 稲垣・草彅と共演。
- ネスレ日本 「キットカット」（2020年）
- 三菱地所レジデンス ザ・パークハウス　新浦安マリンヴィラ（2020年4月[136] - ）
- LENS LiST「レンズリスト」(2021年11月[137]- )
- 花王 ハミング消臭実感（2022年3月 - ） - 草彅と共演[138]
- メープルもみじフィナンシェ（2024年）
- エスエス製薬 ドリエル（2024年）[139]
- カオナビ ロウムメイト（2024年）[140]
- 日本損害保険協会（2024年）[141]

## ソロステージ・ソロライブ
| 2021年 | さくら咲く 歴史ある明治座で 20200101 にわにわわいわい 香取慎吾四月特別公演 | ソロステージ | 4月9日 - 4月29日   | 1か所19公演  |
| 2021年 | さくら咲く 歴史ある明治座で 20200101 にわにわわいわい 香取慎吾四月特別公演 | 明治座 |                    |              |
| 2022年 | 香取慎吾 二〇二二年 特別公演 東京SNG                                       | ソロステージ | 4月16日 - 7月10日  | 2か所40公演  |
| 2022年 | 香取慎吾 二〇二二年 特別公演 東京SNG                                       | 明治座、京都劇場 |                    |              |
| 2023年 | Black Rabbit                                                               | 追加公演 | 1月21日 - 11月18日 | 10か所21公演 |
| 2023年 | Black Rabbit                                                               | 有明アリーナ、 神戸ワールド記念ホール、 NHKホール、フェスティバルホール、 愛知県芸術劇場、 けんしん郡⼭⽂化センター、 北九州ソレイユホール、ぴあアリーナMM、 本多の森ホール、 広島文化学園HBGホール |                    |              |
| 2024年 | “Circus Funk” Festival                                                     | フェスティバル | 12月3日、12月4日   | 1か所2公演   |
| 2024年 | “Circus Funk” Festival                                                     | 国立代々木競技場 第一体育館 |                    |              |
| 2025年 | SHINGO KATORI 1st LIVE TOUR Circus Funk 2025                               | ツアー | 5月31日 - 7月20日  | 5か所10公演  |
| 2025年 | SHINGO KATORI 1st LIVE TOUR Circus Funk 2025                               | 国立代々木競技場第一体育館、 福岡国際センター、 神戸ワールド記念ホール、 真駒内セキスイハイムアイスアリーナ、 Aichi Sky ExpoホールA                                                                 |                    |              |

## 楽曲

### SMAP時代

#### 企画曲・タイアップ
- 香取慎吾&原由子（原由子とのコラボレーション）
  - みんないい子（1997年10月29日） - フジテレビ系『中居正広のボクらはみんな生きている』エンディングテーマ

- 慎吾ママ名義
  - 慎吾ママのおはロック（2000年8月18日） - フジテレビ系ドラマ『慎吾ママドラマスペシャル おっはーは世界を救う』主題歌・フジテレビ系アニメ『こちら葛飾区亀有公園前派出所』挿入歌
  - 慎吾ママの学園天国－校門篇－（2001年8月22日）

- ハットリくん名義
  - HATTORI3（参上）（2004年8月25日） - 映画『NIN×NIN 忍者ハットリくん THE MOVIE』主題歌
  - HATTORI3（参上）（What's up〜への字口Mix） - 映画『NIN×NIN 忍者ハットリくん THE MOVIE』挿入歌

- 両さん名義
  - こちら葛飾区亀有公園前派出所（2009年8月5日） - TBS系ドラマ『こちら葛飾区亀有公園前派出所』主題歌
  - 三百六十五歩のマーチ（2011年8月3日） - 映画『こちら葛飾区亀有公園前派出所THE MOVIE〜勝どき橋を封鎖せよ!〜』主題歌
  - 涙くんさよなら (with トンチンカン)（2011年8月3日）

- The MONSTERS（山下智久とのユニット）
  - MONSTERS（2012年8月8日） - TBS系ドラマ「MONSTERS」主題歌
  - モンスター（2012年11月28日）

#### その他のソロ曲
※全てSMAP名義
- 日曜日のアニキの役（1993年7月7日）
- 夏が来る（1996年8月12日）
- 俺様クレイジーマン（1997年8月6日）
- あろはわい（1998年8月26日）
- It Can't Be（2002年7月24日）
- がんばれ王子（2003年6月25日）
- Shigusa（2005年7月27日）
- Everybody（2006年7月26日）
- Here Is Your Hit（2008年9月24日）
- No Way Out（2010年7月21日）
- SKINAIRO（2014年9月3日）

### 新しい地図時代
※特記がなければ香取慎吾名義。

#### アルバム
| リリース順 | 発売日                                                 | タイトル    | 規格品番                                                                                        | オリコン最高位 |
| ---------- | ------------------------------------------------------ | ----------- | ----------------------------------------------------------------------------------------------- | -------------- |
| 1st        | 2020年1月1日                                           | 20200101    | 初回限定・観るBANG!（WPZL-31722/3） 初回限定・GOLD BANG!（WPCL-13166） 通常BANG!（WPCL-13167）  | 1位            |
| 2nd        | 2022年4月13日                                          | 東京SNG     | 初回限定・観るBANG!（WPZL-31969/70） 初回限定・GOLD BANG!（WPCL-13382） 通常BANG!（WPCL-13381） | 2位            |
| 3rd        | デジタル配信：2024年11月27日 CDリリース：2025年5月28日 | Circus Funk | 初回生産限定盤A（TFCC-81139） 初回生産限定盤B（TFCC-81141） 通常盤（TFCC-81143）                | 1位            |

#### 配信シングル
| リリース順 | 配信開始日     | タイトル                         | 収録アルバム | 備考                              |
| ---------- | -------------- | -------------------------------- | ------------ | --------------------------------- |
| 1st        | 2019年10月1日  | 10％                             | 20200101     |                                   |
| 2nd        | 2019年11月1日  | Trap                             | 20200101     |                                   |
| 3rd        | 2019年11月22日 | Prologue (feat.TeddyLoid&たなか) | 20200101     |                                   |
| 4th        | 2019年12月24日 | FUTURE WORLD (feat.BiSH)         | 20200101     |                                   |
| 5th        | 2021年2月1日   | Anonymous (feat.WONK)            |              |                                   |
| 6th        | 2024年1月17日  | BETTING                          | Circus Funk  | 香取慎吾×SEVENTEEN名義 コラボ楽曲 |
| 7th        | 2024年2月16日  | 質問                             |              |                                   |
| 8th        | 2024年11月13日 | Circus Funk（feat. Chevon）      | Circus Funk  |                                   |
| 9th        | 2024年11月20日 | TATTOO（feat. 中森明菜）         | Circus Funk  | 中森明菜の楽曲のカバーソング      |

- SingTuyo（草彅剛とのユニット）
  - KISS is my life.（2018年4月30日）
  - 眩しい未来（2024年8月22日）

#### タイアップ
- SingTuyo（草彅剛とのユニット）
  - KISS is my life. - キヤノン ミラーレスカメラ「EOS Kiss M」TV-CMソング

- 香取慎吾
  - Anonymous (feat.WONK) - テレビ東京系列ドラマ『アノニマス〜警視庁“指殺人”対策室〜』主題歌
  - Circus Funk（feat. Chevon） - フジテレビ系ドラマ『日本一の最低男 ※私の家族はニセモノだった』主題歌

- 香取慎吾×SEVENTEEN
  - BETTING - フジテレビ系ドラマ『罠の戦争』主題歌

## 著書
- しんごのいたずら（1998年12月、ワニブックス）ISBN 978-4847025136
- DIET SHINGO（2003年9月5日、マガジンハウス）ISBN 978-4838714698
- SNAP NO SHINGO（2006年10月13日、光文社）ISBN 978-4334901325
- 服バカ至福本（2014年1月31日、集英社）ISBN 978-4087807042
- 慎語辞典 SD SHINGO DICTIONARY VOLUME 1 （2015年7月28日、小学館）ISBN 978-4093965323